# Батеево (село)
Бате́ево (чув. Патти) — село в Урмарском районе Чувашской Республики. Входит в Чубаевское сельское поселение

## История
Деревня Батеево было основана после 1710 года чувашами, прибывшими из Свияжского уезда.Было утверждено знамя (символ) деревни. В первое время она называлась Новая Батеева. Среди прибывших сюда семей — одна имела в своем составе человека с именем Батеев. 

В 1834 году находилась в составе Агзегитово-Лоцмановской волости (Свияжский уезд).

На 01.01.1858 село Батеево входило в состав Чубаевского общества Яниково-Шоркистринской волости Цивильского уезда и в селе насчитывалось 92 мужчины и 94 женщины.

По сведениям 1859 года Цивильского уезда Казанской губернии (издан Центральным статистическим комитетом Министерства внутренних дел. Санкт-Петербург, 1866 г.):
| Название населенных пунктов | Положение             | Число дворов | Число мужчин | Число женщин |
| --------------------------- | --------------------- | ------------ | ------------ | ------------ |
| Батеево (Семеновское)       | при безымянном овраге | 36           | 92           | 94           |

По положению 1861 года с реорганизацией местных органов самоуправления создается Арабосинская волость. Деревня Батеево включается в состав Арабосинской волости.

К декабрю 1865 года в Батеево было 93 мужских податных души, 360 десятин земли.

В 1871 году в деревне было 47 лошадей и 26 коров.

На конец 1893 года число мужских ревизских душ (податных) было 91 и удобной земли 271 десятина.

По сведениям 1902 года в Батеево было 44 двора, 142 мужчины и 143 женщины.

По сведениям Цивильского уезда Казанской губернии на 1917 год Батеево входило в состав Староарабосинской волости.

В документах встречается выселок Батеево (Патти хуттăрĕ — Шашкав выççăлкки). После 1931 года не упоминается.

По состоянию на 01.01.1936 года село находится в составе Чубаевского сельского совета и в 1930 году в селе организован колхоз «Заря».

По состоянию на 01.05.1981 года село находится в составе Чубаевского сельского совета и в составе колхоза «Дружба».

## Батеевская церковь
Церковь св. Симеона сродника Господня, построена на средства прихожан в 1897 году.
Длина церкви с колокольней — 16 саж., наибольшая ширина — 5 саж., высота до верхнего карниза 3 саж. Иконостас трехъярусный, длина — 4 саж. 2 аршина, высота — 2,5 саж. Колокольня одноярусная. Высота — 14 саженей.
Страховая оценка иконостаса в 1915 году — 1560 рублей.
Церковь отапливалась 3 голландскими печами. Церковь была построена вместо старого развалившегося храма, время постройки которого неизвестно. Приходские деревни: Чубаево, Большие Чаки, Старое Шептахово, Новое Шептахово, Малые Чаки, Чашково.

Церковный штат: священник, псаломщик, диакон.
В приходе действовали 2 земские школы и 3 школы грамотности, в которых приходской священник и диякон вели Закон Божий.

Церковь не закрывалась.

## Библиотека
В Урмарском районе в 1889 году было создано 3 библиотеки, и одна из них в Батеево при земской школе. Библиотекой Батеевского училища (заведовал Г. Н. Зайцев) пользовались ученики Ново-Именовской, Старо-Арабосинской, Чубаевской и Кудеснерской школ.

## Школа
Волостное училище открылось в 1845 г. Оно содержалось на счет сельского общества.
Наставником (учителем) являлся местный священник Иван Воздвиженский. В 1847 г. Школу посещало 25 «вольноприходящих» учеников, которые нередко пропускали занятия. В 1850 г. училось 11 мальчиков. Обучение велось на русском языке, но учитель пользовался и чувашским, что благоприятно сказывалось на успехах школы.

Земская однокомплектная школа была открыта в 1876 г. В 1889 г. В ней училось 39 мальчиков и 1 девочка. Школа размещалась в собственном деревянном здании, которое сгорело во время пожара в 191 г. вместе с домом учителя, его садом и пасекой.

В 1902 г. На средства земства было построено добротное деревянное здание под тесовой крышей на краю села. При школе имелись надворные постройки, квартира для учителя. По штату в ней работали один учитель и один священник.

В 1902 году училось 42 мальчика и 8 девочек.

Школьная библиотека состояла из трех частей и насчитывала 281 том.

Земство финансировало школу из расчета 70 рублей в год.

## Археологические памятники
В местности "Пÿрт вырăн" (Место избы) неподалеку от села Батеево располагались две курганные насыпи.